# Buckila kommunvapen

Buckila kommunvapen

Buckila kommunvapen är det heraldiska vapnet för Buckila i det finländska landskapet Nyland. Vapnet ritades av Olof Eriksson och Inrikesministeriet fastställde vapnet 29 december 1954. Motivet är en vit bock. Bocken hänvisar till kommunens finskspråkig namn Pukkila (pukki, "bock"). Färgsättningen har hämtats från Nylands landskapsvapen.